# Moabiter Werder

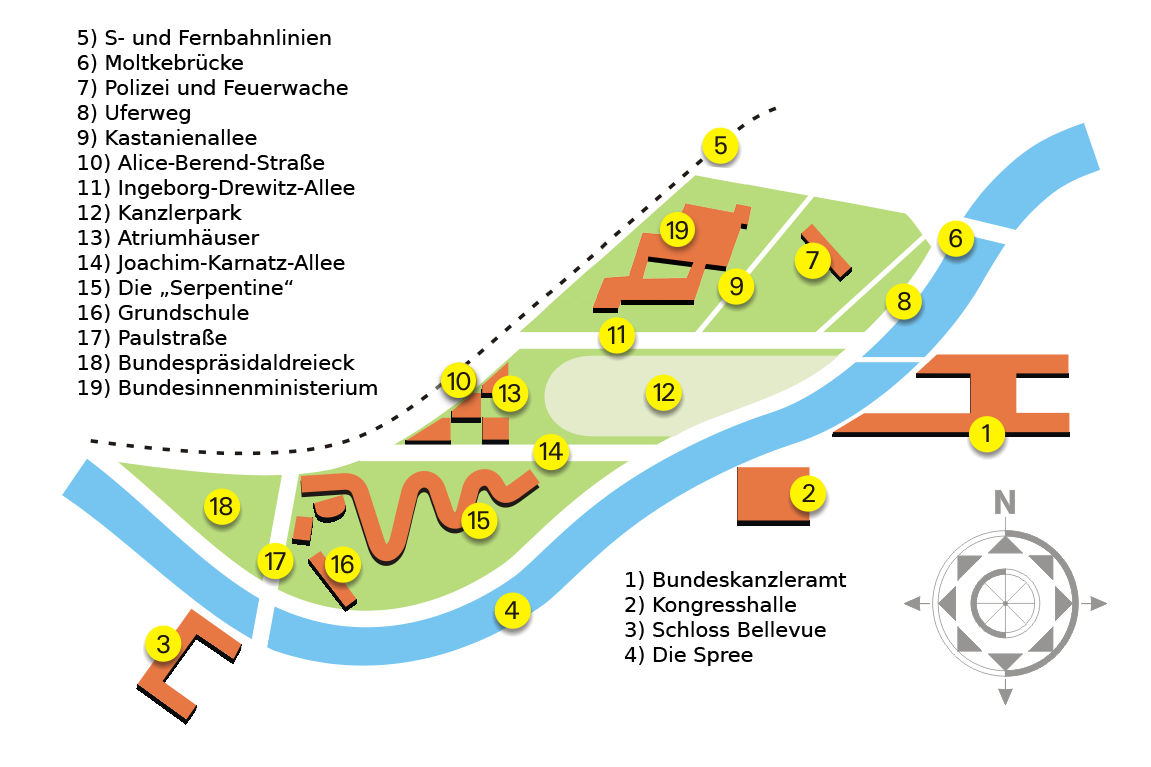
Karte des Moabiter Werders

Moabiter Werder ist die Bezeichnung für ein Gebiet, das sich im Berliner Ortsteil Moabit des Bezirks Mitte am Nordufer der Spree zwischen dem Hauptbahnhof im Osten und dem „Bundespräsidenten-Dreieck“ im Westen erstreckt. Nach Norden wird das Gebiet durch die Trasse der Stadtbahn begrenzt.

## Geschichte

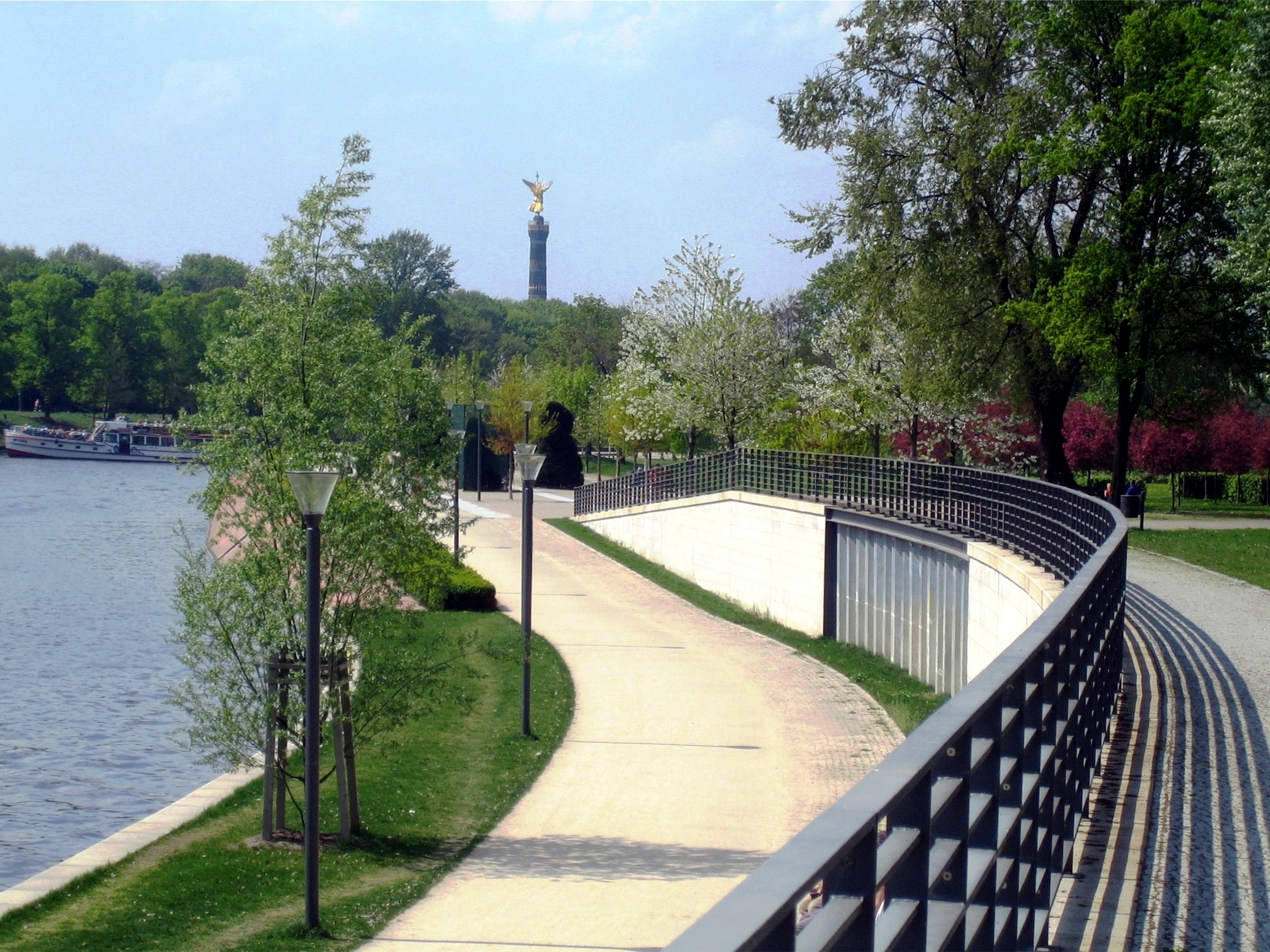
Uferpromenade

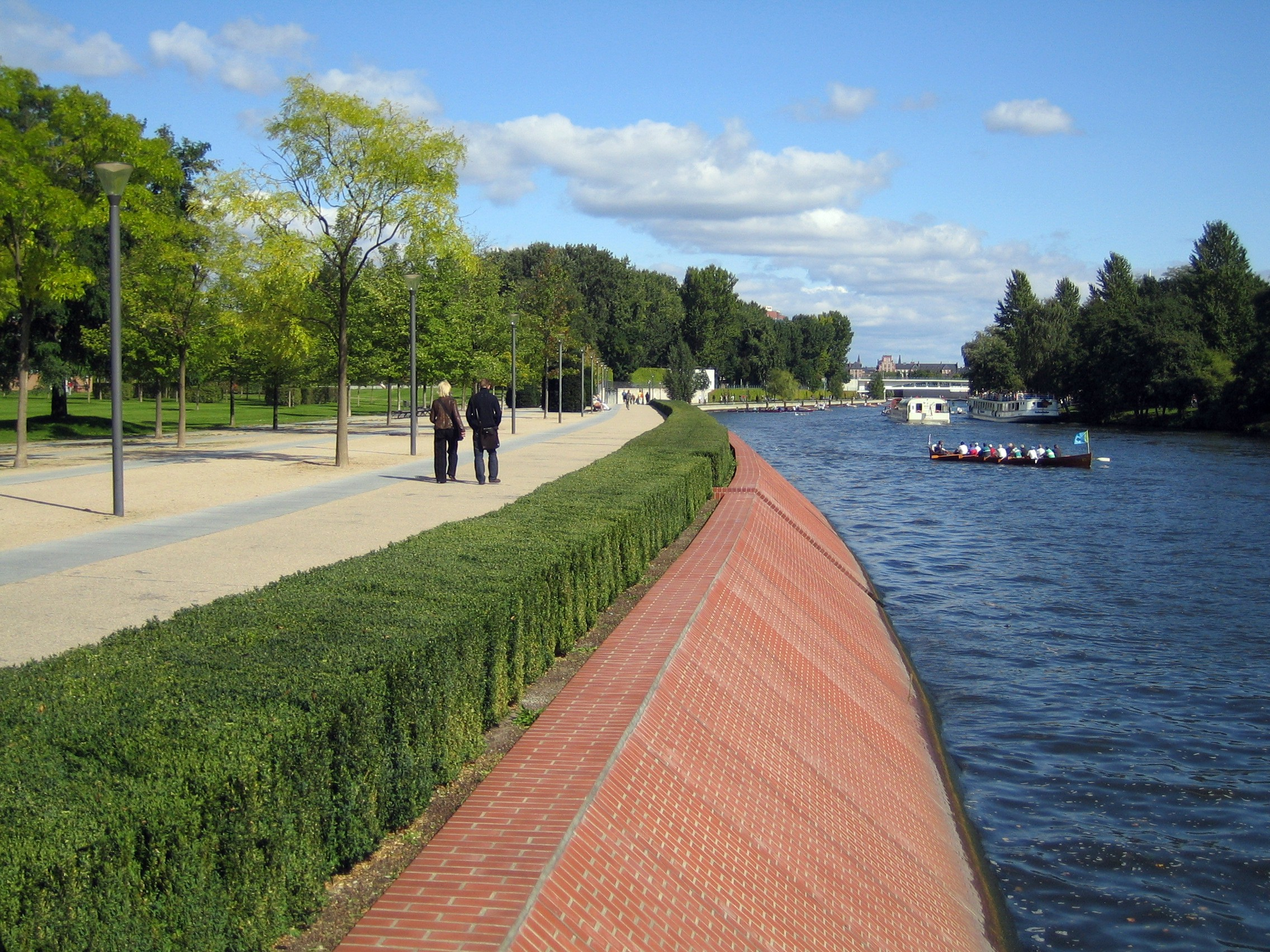
Uferpartie, im Hintergrund die Charité

Das Gelände des heutigen Moabiter Werders ist seit dem 13. Jahrhundert Eigentum der Stadt Berlin. Der „Große Kurfürst“, Friedrich Wilhelm, vergrößerte damit 1655 sein Jagdgebiet, den heutigen Großen Tiergarten südlich der Spree. Zu Beginn des 18. Jahrhunderts wurde der Schritt wieder rückgängig gemacht. Nun sollten einige der kurz zuvor nach Berlin geflüchteten Hugenotten hier Maulbeerbäume anpflanzen – König Friedrich I. hoffte auf eine gewinnbringende preußische Seidenproduktion. Der teils sandige, teils morastige Boden erwies sich jedoch als ungeeignet. Wenig später bauten die Flüchtlinge hier erfolgreich Spargel und andere Gemüse an. Seit 1698 existierte auf dem Werder die „Menardie“, ein Speise- und Gartenlokal, von einem Hugenotten namens Menard geführt, das bei der „besseren“ Berliner Gesellschaft sehr beliebt war.
Westlich der heutigen Moltkebrücke entstanden seit 1717 die königlichen Pulverfabriken. 1734 wurden ganz in der Nähe auch Magazine für die Lagerung des Schießpulvers gebaut. Von hier aus konnte bald das ganze preußische Heer versorgt werden. Als die Besiedlung in der Umgebung dichter wurde, wurde die Pulverproduktion 1839 aus Sicherheitsgründen nach Spandau verlegt. Schon seit 1811 und bis 1855 gab es auf den „Pulverwiesen“ eine Flussbadeanstalt, in der 1840 Berlins erster Schwimmverein gegründet wurde.
Seit 1850 siedelten sich in Moabit zunehmend Industriebetriebe an, darunter eine Schiffswerft an der Spree. Die nahe gelegene Werftstraße erinnert daran. Unweit des Moabiter Werders begann 1869 der Bau des Lehrter Bahnhofs. In der Folge entstand auf dem Werder der dazugehörige Freilade- und Zollbahnhof (später: Güterbahnhof Spreeufer). Die seit Jahrhunderten im Wesentlichen unveränderten Spreewiesen mussten dafür grundlegend umgestaltet werden: Die Spree wurde kanalisiert, ihre Ufer aufgeschüttet, um die technischen Voraussetzungen für den Warenumschlag vom Wasser auf die Schiene zu schaffen. Neben den bahntechnischen Anlagen entstanden Gebäude für das Zoll- und Steuerwesen. 
Häuser, Schuppen und Gleisanlagen wurden im Zweiten Weltkrieg stark zerstört. In den 1960er Jahren kam der Güterverkehr der Bahn auf dem Moabiter Werder endgültig zum Erliegen. Speditions- und Lagerbetriebe nutzten einen Teil des Geländes, die restliche Fläche wurde für den eventuellen späteren Bau einer Stadtautobahn, für Gewerbebetriebe oder Dienstleistungseinrichtungen von Bebauung freigehalten und verwilderte.
Für die Bundesgartenschau 1991, die wieder in West-Berlin stattfinden sollte, ließ der Berliner Senat in den 1980er Jahren eine neue Parkanlage auf dem Moabiter Werder entlang der Spree planen. Zugleich sollten hier, als Fortsetzung des nahegelegenen Hansaviertels, einige Hochhäuser mit insgesamt etwa 1200 Wohneinheiten entstehen. Mit der deutschen Wiedervereinigung im Jahr 1990 und dem Hauptstadtbeschluss des Deutschen Bundestages 1991 wurden diese Pläne zunächst gegenstandslos. Nun lag das Gebiet in unmittelbarer Nähe vorhandener oder geplanter Funktionsgebäude der Bundeshauptstadt und sollte entsprechend genutzt werden.

## Bundesbauten

### Wohnbauten

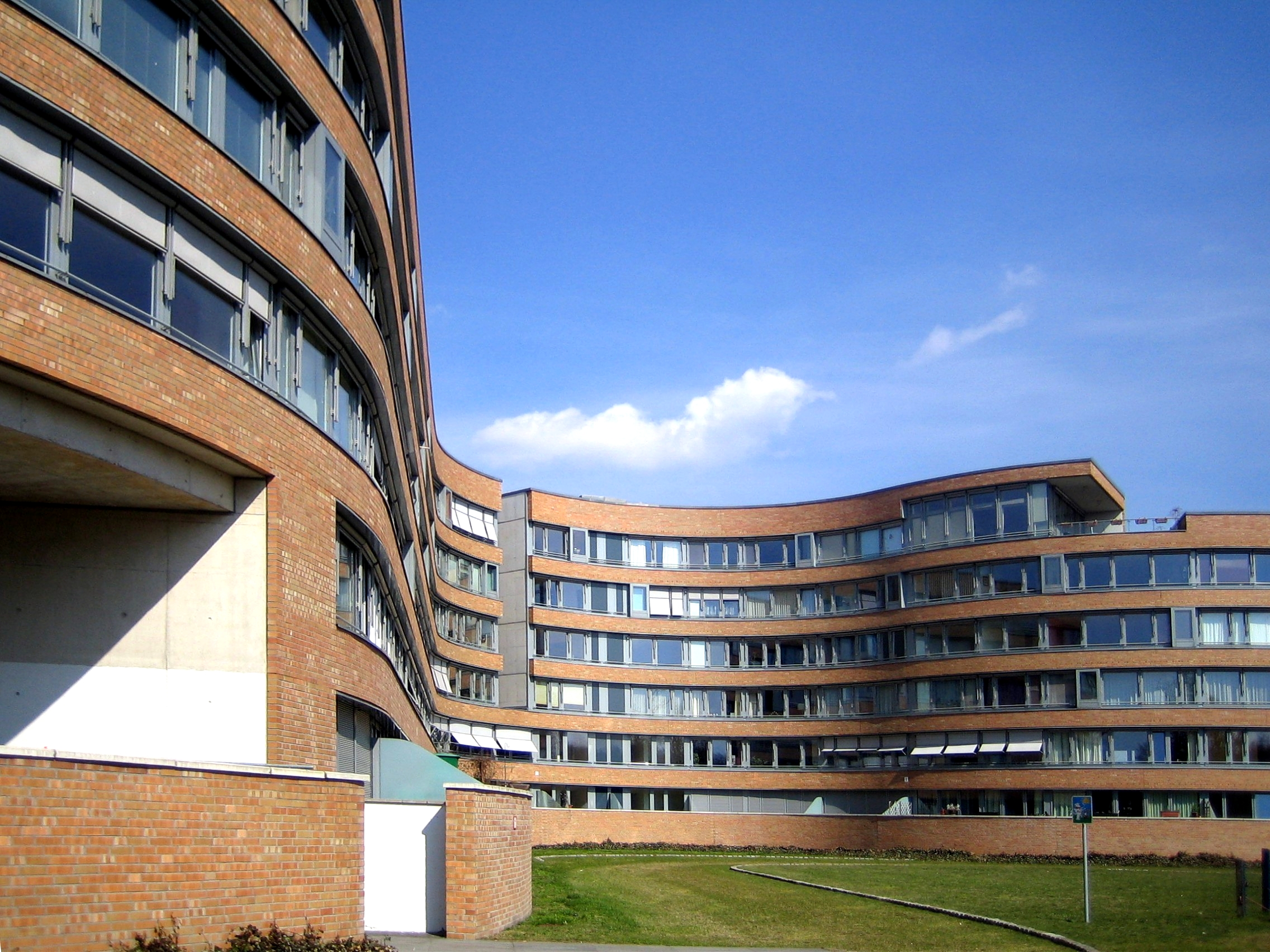
„Abgeordneten-Schlange“ Serpentine

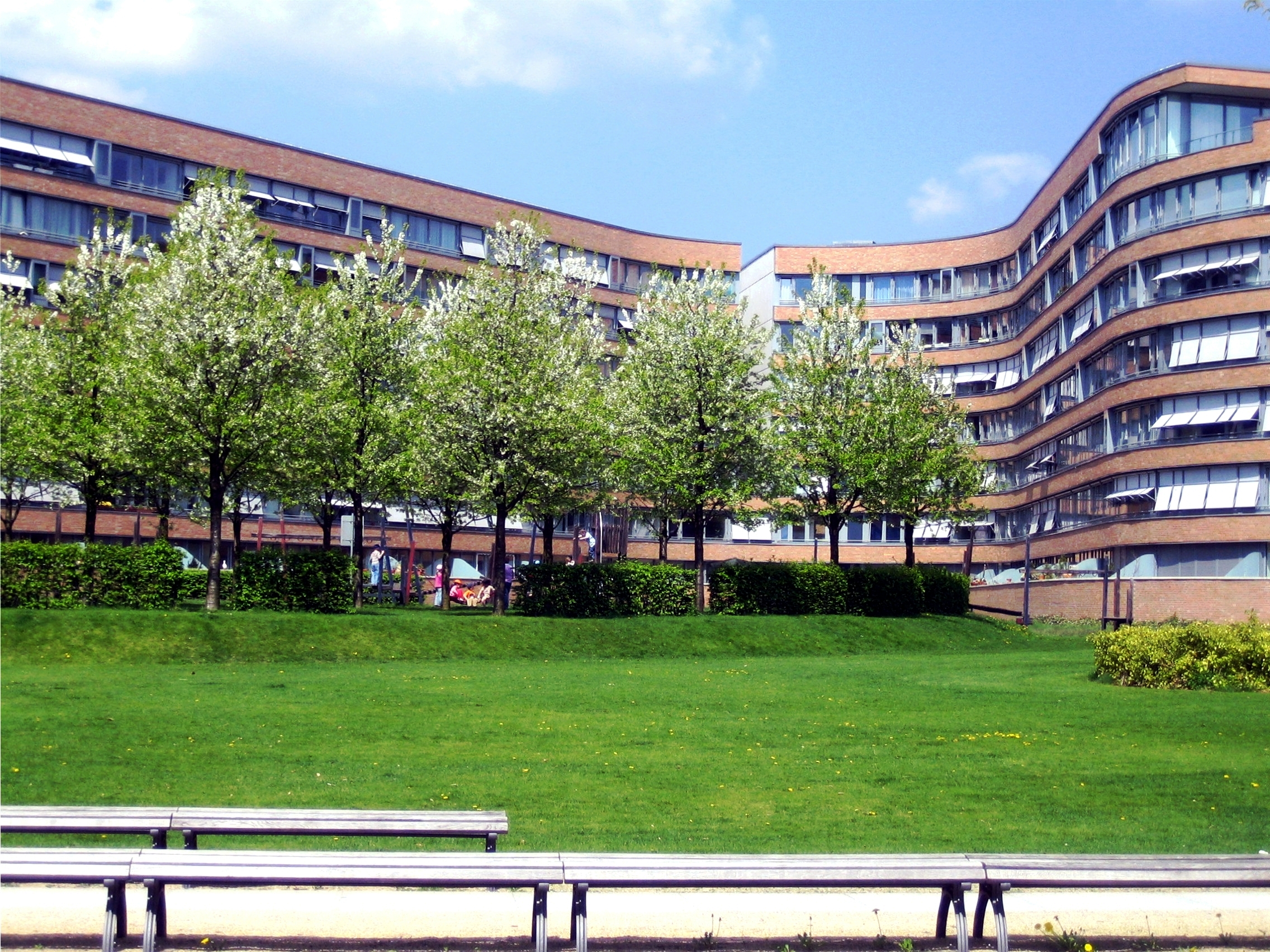
Parkabschnitt und „Abgeordneten-Schlange“ Serpentine

Herausragende und bekannteste Bauwerke auf dem Moabiter Werder sind die Wohnbauten für Bundestagsabgeordnete und für Bedienstete des Bundes in Berlin. Sie entstanden als Ergebnis eines Wettbewerbs von 1995. Der Entwurf des Berliner Architekten Georg Bumiller erhielt zwar nicht den Ersten Preis, sondern nur einen „Sonderankauf“, wurde aber dennoch vom Preisgericht zur Ausführung vorgeschlagen und schließlich auch gebaut. Hauptbestandteil des Bauensembles ist das 320 m lange, mehrfach gewundene Backsteingebäude Serpentine mit 718 Wohneinheiten, das von Ost nach West von fünf auf acht Stockwerke ansteigt. Das Haus wird gelobt wegen seiner prägnanten Schlangenform („Raumskulptur“) und weil es unter schwierigen räumlichen Bedingungen die Leitidee vom Band des Bundes aufnimmt, nach der das neue Regierungszentrum jenseits der Spree gestaltet wurde. Negative Anmerkungen betreffen die schiere Größe des Objektes, das Fehlen von Balkons sowie relativ kleine Innenräume mit niedrigen Decken. Der ganze Gebäudekomplex wird vervollständigt durch vier Atriumhäuser und einen Kopfbau im Westen der „Schlange“, entworfen von jeweils anderen Architekten.

### Neubau des Innenministeriums

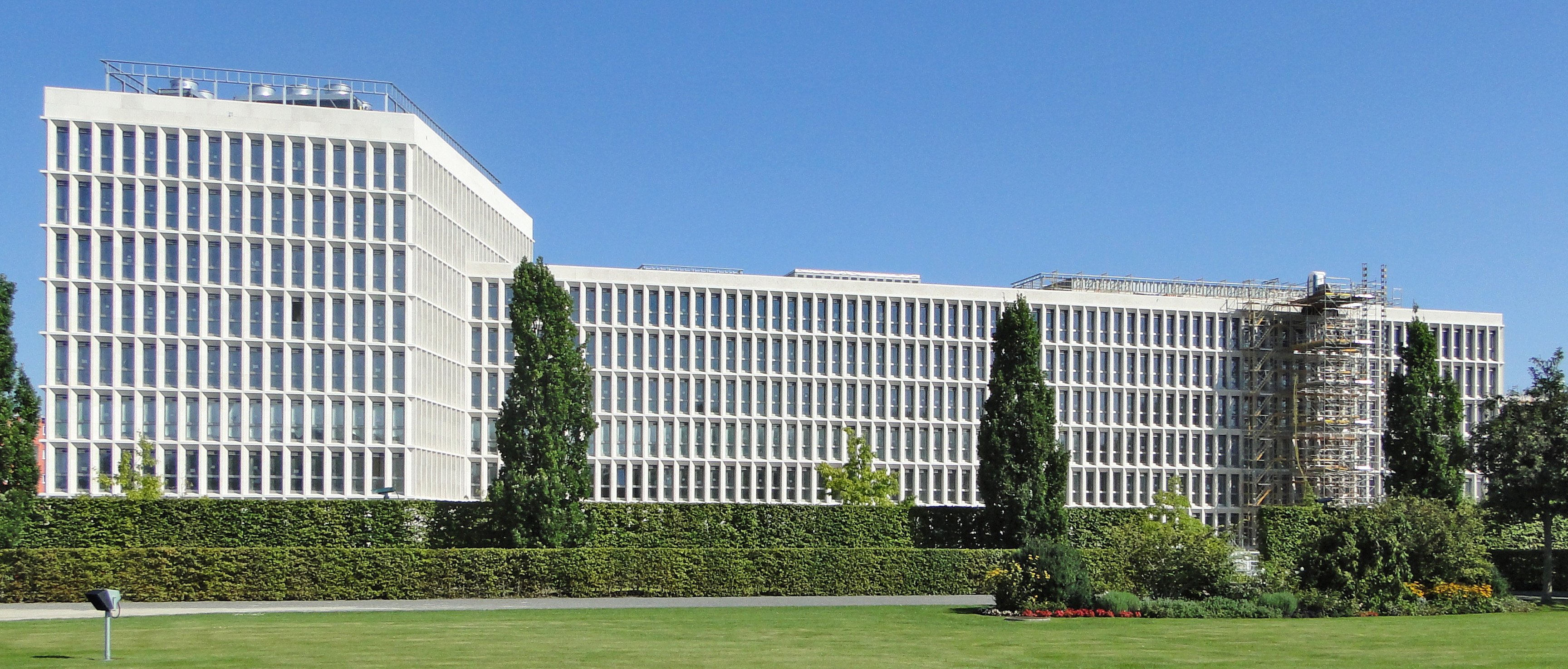
Neubau des Bundesministerium des Innern, 2013

Auf einem bundeseigenen Grundstück im Nordosten des Moabiter Werders errichtete das Bundesministerium des Innern von 2010 bis 2014 nach Entwürfen der Architekten Thomas Müller und Ivan Reimann einen Neubau, der die bisherigen Standorte vereint.
Das Areal wurde vorher zum Teil als Busparkplatz für Besucher des Parlaments- und Regierungsviertels genutzt. Wegen der hohen Kosten bei angespannter Haushaltslage war das Vorhaben zunächst umstritten. Für ein neues Gebäude sprachen aus Sicht des Ministeriums Sicherheitsinteressen sowie der mögliche, rechtlich allerdings noch ungewisse Ausstieg aus einem sehr langfristigen, ungünstigen Mietvertrag. Die erste Phase eines hochdotierten europaweiten Architektenwettbewerbs war im März 2006 abgeschlossen. Der Bundesrechnungshof hatte die Neubaupläne jedoch schon Ende 2005 als überdimensioniert und damit zu teuer kritisiert. Im November 2006 sperrte der Haushaltsausschuss des Bundestags die für 2007 beantragten Planungskosten, forderte eine „konkretere Planung“ und verlangte, alternativ die Nutzung bestehender Gebäude zu prüfen.
Im April 2009 stimmte der Haushaltsausschuss des Deutschen Bundestages dem Bauvorhaben zu. Die Baukosten sollten ca. 200 Millionen Euro betragen. Die Bauarbeiten wurden von Juli bis November 2011 aufgrund von Streitigkeiten über die Auftragsvergabe vorläufig gestoppt. Im Herbst 2014 war das Gebäude fertiggestellt, der Umzug erfolgte an einem einzigen Wochenende vom 24. bis zum 26. April 2015.

## Sonstige Gebäude

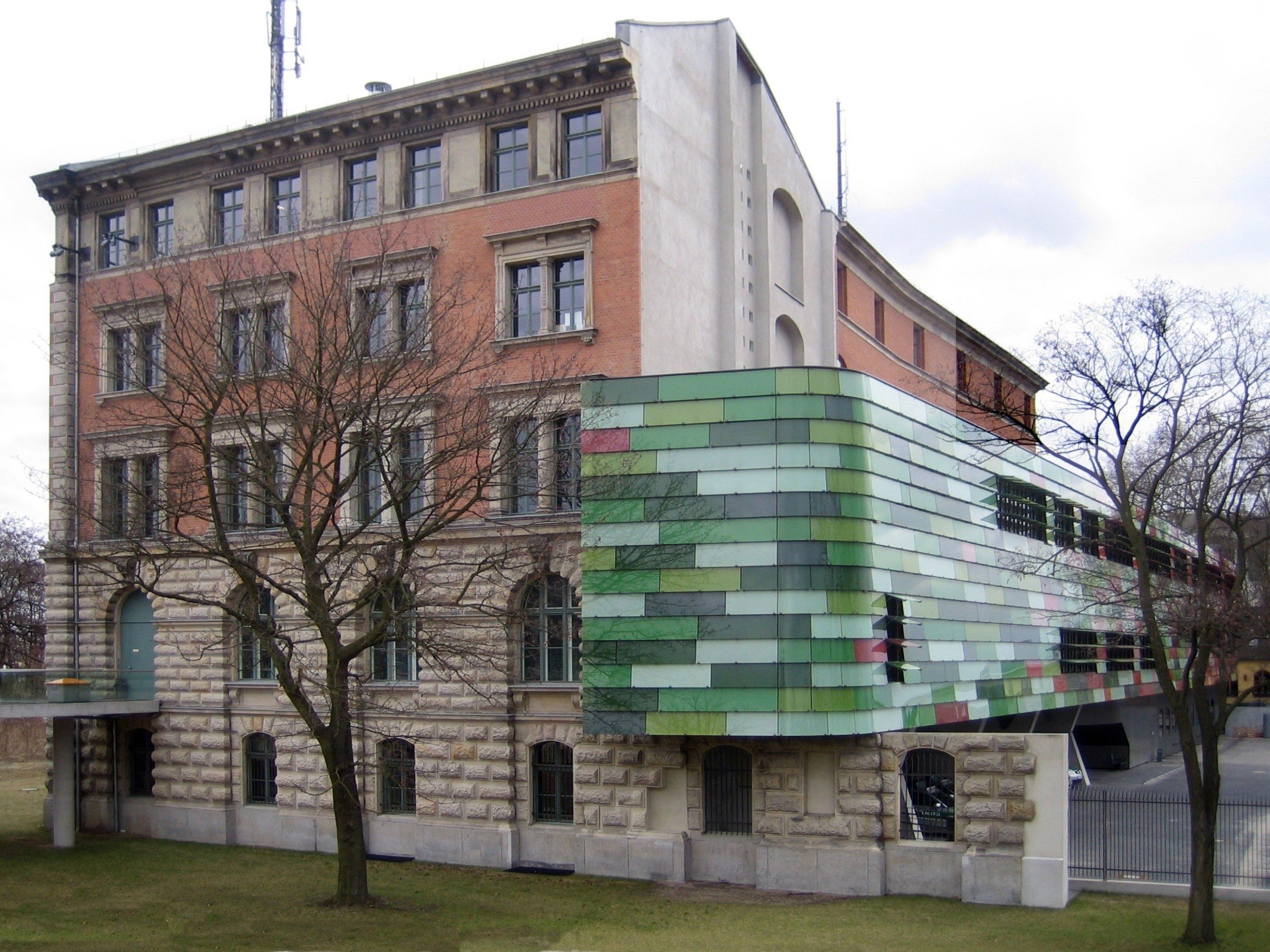
Polizei- und Feuerwache

Zur sozialen Infrastruktur des Moabiter Werders gehören eine Schule, eine zweigeschossige Sporthalle und eine Kindertagesstätte. Diese Bauten in Spreenähe beziehen das ehemalige Verwaltungsgebäude des Güterbahnhofs, einen denkmalgeschützten Klinkerbau aus den 1930er Jahren, mit ein. Nach Umbau und Erweiterung ist hier die Anne-Frank-Grundschule untergebracht.
Im Osten des Werders liegt die 2004 fertiggestellte Polizei- und Feuerwache für das Parlaments- und Regierungsviertel. Sie besteht aus einem Altbau – dem erhalten gebliebenen, jetzt erweiterten Fragment eines großen Verwaltungsgebäudes des ehemaligen Hauptzollamtes – und einem integrierten Neubau, der mit einer Glasfassade in Rot- und Grüntönen einen starken Kontrast zu den alten Sandstein- und Ziegelstrukturen bildet.
Zwei weitere Gebäude haben den Zweiten Weltkrieg, insbesondere die heftigen Kämpfe um das nahegelegene Reichstagsgebäude fast unversehrt überstanden: am östlichen Rand ein kleines Fachwerkhaus von 1898, in dem derzeit das Restaurant „Paris–Moskau“ betrieben wird; und am Uferweg gegenüber dem Kanzleramt, am Standort der alten „Menardie“, das ehemalige Casino des Packhofs, aktuell ebenfalls ein Restaurant mit Biergarten.

## Parkanlagen

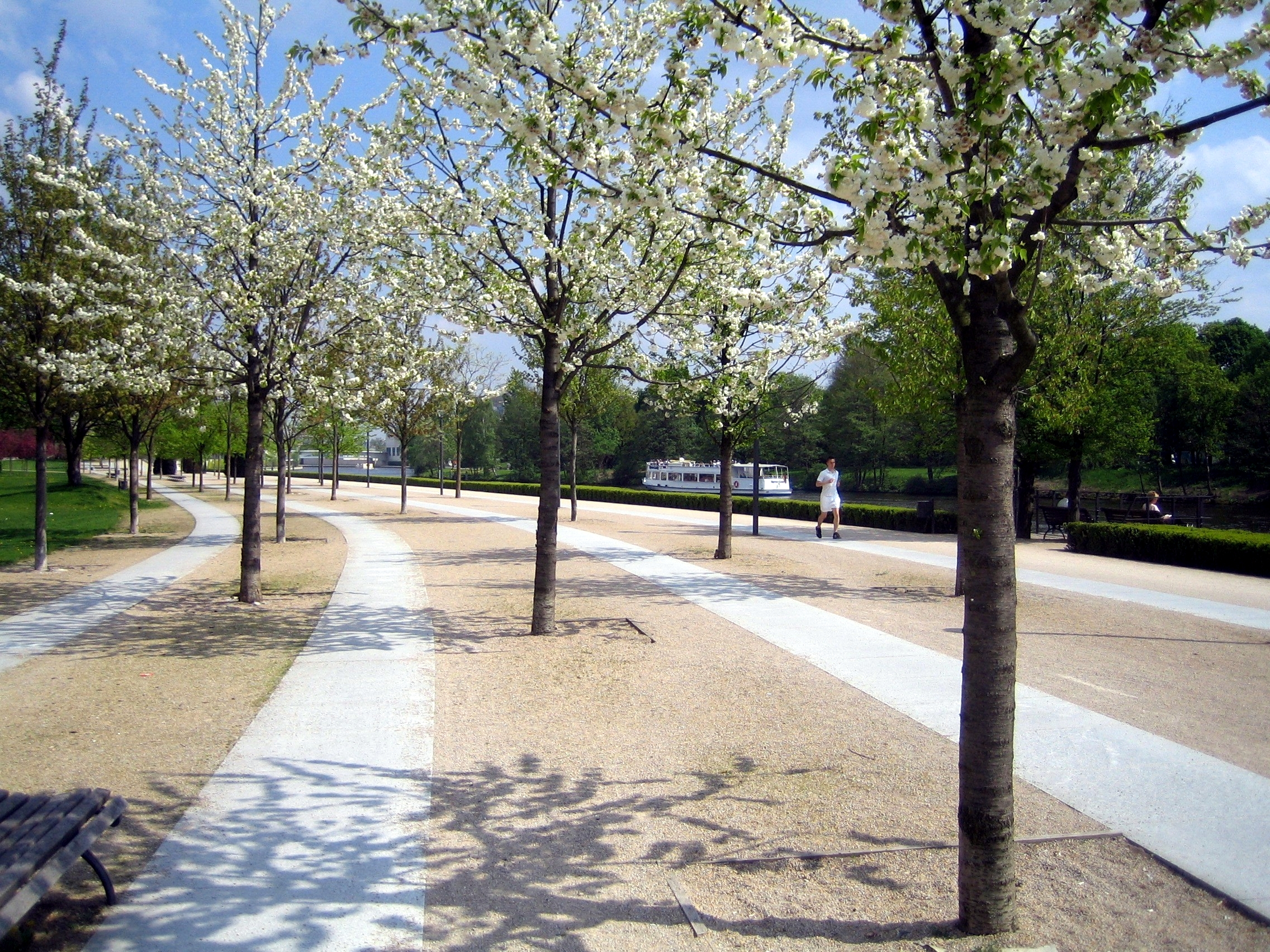
Uferpromenade

Die landschaftsgärtnerischen Anlagen umfassen insgesamt 5,2 Hektar und bestehen hauptsächlich aus zwei Teilen – den Spreewiesen östlich der Paulstraße und dem „Bundespräsidenten-Dreieck“, einem Bereich westlich der Paulstraße, gegenüber dem am anderen Spreeufer gelegenen Schloss Bellevue, dem Amtssitz des Bundespräsidenten. Die Planung stammt von zwei Landschaftsarchitekturbüros: Kienast Vogt Partner, Zürich, sowie den Berlinern Seebauer, Wefers und Partner. Die Grünanlage entstand in den Jahren 2000 bis 2004 im Rahmen der Entwicklungsmaßnahme „Hauptstadt Berlin – Parlaments- und Regierungsviertel“, gefördert mit Mitteln des Landes Berlin und der Bundesrepublik.
Das Gelände ist als offen gestalteter Park konzipiert. Es handelt sich nicht um einen großflächigen Landschaftsgarten, sondern um einen – mit rund einem Kilometer – zwar langgestreckten, meist aber recht schmalen Grünzug. Auf den Rasenflächen verteilt finden sich zehn kleine ellipsenförmige Themenfelder, die botanische Vielfalt, Kontraste und Überraschungen bieten sollen. Eine Gruppe von verwilderten Robinien wurde mit Granitblöcken eingefasst und soll auch in Zukunft sich selbst überlassen bleiben. Der nicht öffentliche Kanzlerpark, 30.000 m² groß und mit Hubschrauberlandeplatz versehen, wird durch eine hohe Mauer mit Überwachungstechnik vom Rest des Werders getrennt. Er enthält einen größeren Teil des alten Baumbestandes und ist aus dem Kanzleramt durch eine schmale Brücke (Kanzleramtssteg) über die Spree erreichbar.
Verbindendes Element der Parkanlagen ist die bis zu 20 Meter breite Uferpromenade. Sie bietet Ausblicke auf Siegessäule, Schloss Bellevue, Kanzleramt und Hauptbahnhof und wird als Spazierweg am Fluss intensiv genutzt. Die Uferpromenade trägt den Namen Magnus-Hirschfeld-Ufer und erinnert damit an den Arzt und Sexualforscher Magnus Hirschfeld, dessen Institut für Sexualwissenschaft einst ganz in der Nähe lag. Seit 2017 befindet sich dort auch ein Magnus-Hirschfeld-Denkmal, das offiziell Denkmal für die erste Homosexuelle Emanzipationsbewegung heißt.